# Wasyl Czepik
Wasyl Prokopowycz Czepik (ukr. Василь Прокопович Чепик, ros. Василий Прокофьевич Чепик, ur. 1 maja 1924 we wsi Czujkowka obecnie w rejonie jampolskim, zm. 28 października 2010 w Symferopolu) – radziecki wojskowy, kapitan, pełny kawaler Orderu Sławy.

## Życiorys
Urodził się w ukraińskiej rodzinie chłopskiej. Uczył się w technikum kolejowym w Kijowie, od maja do grudnia 1943 był w oddziale partyzanckim, w którym walczył z Niemcami. Od stycznia 1944 służył w Armii Czerwonej, od września 1944 uczestniczył we frontowych walkach z Niemcami w składzie batalionu 19 Gwardyjskiej Brygady Zmechanizowanej 8 Gwardyjskiego Korpusu Zmechanizowanego 1 Gwardyjskiej Armii Pancernej 1 Frontu Białoruskiego. Wyróżnił się m.in. podczas forsowania Odry 12 lutego 1945 i w walkach ulicznych o Berlin, gdzie zadał Niemcom duże straty w ludziach. W 1948 został zwolniony do rezerwy, w 1950 ukończył szkołę ruchu związkowego w Moskwie, od 1961 pracował na Krymie, m.in. przy budowie kanału i jako szef działu w truście.

## Odznaczenia
- Order Wojny Ojczyźnianej I klasy (11 marca 1985)
- Order Sławy I klasy (8 maja 1993)
- Order Sławy II klasy (6 listopada 1945)
- Order Sławy III klasy (5 kwietnia 1945)
- Medal „Za wyzwolenie Warszawy”
- Medal „Za zdobycie Królewca”
- Medal „Za ratowanie tonących”

I inne.